# 도요하마촌 (지바현)
도요하마촌(豊浜村)은 지바현 이스미군에 설치되었던 촌이다. 현재의 가쓰우라시 동부에 해당한다.